# Kontroll
Kontroll é um filme de comédia húngaro de 2003 dirigido e coescrito por Nimród Antal. 
Foi selecionado como representante da Hungria à edição do Oscar 2004, organizada pela Academia de Artes e Ciências Cinematográficas.

## Elenco
- Sándor Csányi - Bulcsú
- Zoltán Mucsi - Professor
- Csaba Pindroch - Muki
- Sándor Badár - Lecsó
- Zsolt Nagy - Tibi
- Bence Mátyássy - Bootsie
- Győző Szabó - Shadow
- Eszter Balla - Zsófi
- Lajos Kovács - Béla